# Regione di Vicebsk
La regione di Vicebsk  (in bielorusso Віцебская вобласць?, Vicebskaja voblasć) o oblast' di Vitebsk (in russo Витебская область?, Vitebskaja oblast') è una delle sei regioni (voblasci) della Bielorussia ed è situata nella parte settentrionale del paese.

## Geografia fisica
La regione confina a nord e ad est con la Russia, a sud con la regione di Minsk e quella di Mahilëŭ, a sud-ovest con la regione di Hrodna e con quella di Minsk e ad ovest con la Lituania e la Lettonia.

Occupa il 19,3% della superficie del paese e vi risiede il 13,8% della popolazione.

## Suddivisione
La regione è divisa in 21 distretti più 3 urbani (Orša, Polack e Vicebsk), 249 villaggi e 19 città. Qui riportato l'elenco:
- Distretto di Bešankovičy
- Distretto di Braslaŭ
- Distretto di Čašniki
- Distretto di Dokšycy
- Distretto di Dubroŭna
- Distretto di Haradok
- Distretto di Hlybokae
- Distretto di Lepel'
- Distretto di Lëzna
- Distretto di Miëry
- Distretto di Orša
- Distretto di Pastavy
- Distretto di Polack
- Distretto di Rasony
- Distretto di Šarkaŭščyna
- Distretto di Sjanno
- Distretto di Šumilina
- Distretto di Talačyn
- Distretto di Ušačy
- Distretto di Verchnjadzvinsk
- Distretto di Vicebsk

## Città

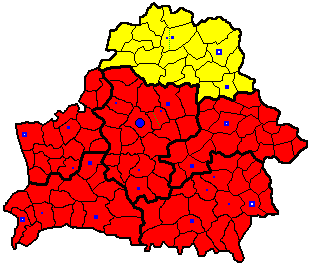
Mappa a suddivisione distrettuale

### Centri maggiori
- Vicebsk (342.400)
- Orša (125.300)
- Navapolack (101.300)
- Polack (82.800)
- Pastavy (20.500)
- Hlybokae (20.000)

### Altri centri
- Braslaŭ
- Haradok
- Lepel'
- Novalukoml'